# Amiryny
Amiryny (amyryny) – związki organiczne z grupy terpenów. Są to nienasycone alkohole, przedstawiciele pentacyklicznych triterpenów. 
Znane są dwa izomery amiryn: 
- α-amiryna – pochodna ursanu (urs-12-en-3β-ol)
- β-amiryna – pochodna oleananu (olean-12-en-3β-ol)

Podobnie jak macierzyste węglowodory, różnią się one położeniem grup metylowych przy pierścieniu E. Pochodne karboksylowe amiryn to odpowiednio kwas ursolowy i kwas oleanolowy.
Acetylowane amiryny występują w lateksie z drzew kauczukowych.